# The Rubettes
The Rubettes es un grupo de pop inglés fundado en la década de 1970 caracterizado por vestimentas muy particulares, entre ellas destacaba el traje y las boinas blancas. Su primer single, "Sugar Baby Love", lanzado en 1974, llegó al número 1 de las listas de ventas británicas.

## Miembros
La formación original de la banda fue:
- Alan Williams (Alan James Williams, 22 de diciembre de 1948, Welwyn Garden City, Hertfordshire) - vocalista / guitarrista
- John Richardson (John George Richardson, 3 de mayo de 1947, South Ockendon, Essex) - batería / vocalista
- Mick Clarke (Michael William Clarke, 10 de agosto de 1946, Grimsby, Lincolnshire) - bajista / vocalista
- Tony Thorpe (Anthony John Thorpe, 20 de julio de 1947, Londres) - vocalista / guitarrista
- Pete Arnesen - teclista
- Bill Hurd (William Frederick George Hurd, 11 de agosto de 1948, East London) - teclista

De ellos, solo John Richardson, Alan Williams y Pete Arnesen participaron en la grabación de su hit "Sugar Baby Love".
La formación actual es:
- Alan Williams
- John Richardson
- Mick Clarke
- Mark Haley, 2 de febrero de 1961, Portsmouth, teclados, guitarra y vocalista (última incorporación a la banda).

## Carrera
El primer y mayor éxito de toda la carrera de The Rubettes fue "Sugar Baby Love", lanzado en 1974, que llegó al número 1 de las listas de ventas británicas y vendió ocho millones de copias a nivel mundial. Dos millones se vendieron en Francia, éxito nunca antes visto por un grupo británico en tierras galas. El peculiar falsete de la voz principal de "Sugar Baby Love" fue obra de Paul Prewer, más conocido como Paul DaVinci, que grabó esta canción con Polydor pero rechazó formar parte de la banda de John Richardson.
The Rubettes tuvieron más éxitos en Europa durante la mitad de la década de los 70, como "Tonight", "Juke Box Jive" y "I Can Do It" en la voz de Alan Williams, la mayoría de ellos compuestos por el equipo de compositores Bickerton-Waddington. El tema propio más exitoso fue la balada country "Baby I Know", que alcanzó el décimo puesto en las listas británicas y alemanas en 1977
La banda continuó publicando trabajos durante los 80, excepto una pausa entre 1981 y 1983, cuando se reagruparon para vender en el mercado alemán en el que la nostalgia por los años 70 estaba en boga.
En 1994 su tema "Sugar Baby Love" se incluyó en la película Muriel's Wedding, junto con otros grupos de los 70, como ABBA. Esta canción también formó parte de la banda sonora del filme de 2005 "Desayuno en Plutón", dirigido por Neil Jordan.
Entre los trabajos editados en la actualidad se encuentran el libro The Rubettes History; un DVD en vivo y un CD recopilatorio llamado On Tour en el que reversionan sus temas más clásicos e incluyen dos canciones más. Solo lo venden haciendo gala a su nombre 'On Tour'.
En el año 2002, el grupo volvió a saltar a los titulares, cuando la banda (siguiendo el camino de Pink Floyd, the Beach Boys y Spandau Ballet) terminó en los juzgados a causa de disputas entre los miembros por la propiedad del nombre del grupo. La sentencia decía que Alan Williams y Bill Hurd podían organizar conciertos bajo el nombre de The Rubettes, siempre y cuando mencionasen quien lideraba el grupo.
En el año 2006 el tema "Sugar Baby Love" fue utilizado en un anuncio de una campaña contra el sida en Francia.
El 28 de marzo de 2008 "Sugar Baby Love" fue declarada el más exitoso oldie de todos los tiempos por la cadena de televisión alemana RTL.

## One hit wonder
Esta banda forma parte de los grupos "One hit wonder", aquellos que para el público mayoritario son conocidos por triunfar con un único tema, como ocurrió con el grupo Opus, con su tema "Live is Life", o Los del Río únicamente reconocibles en el mercado internacional por "La Macarena".